# Copa da Escócia de 1978–79
A Copa da Escócia de 1978-79 foi a 94º edição do torneio mais antigo do futebol da Escócia. O campeão foi o Rangers F.C., que conquistou seu 23º título na história da competição ao vencer a final contra o Hibernian F.C., pelo placar de 3 a 2.

## Premiação
| Copa da Escócia de 1978-79        |
| Escócia                           |
| --------------------------------- |
| Rangers F.C. Campeão (23º título) |